# Église Saint-André de Verrie
L'église Saint-André de Verrie est une église située à Verrie, en France.

## Localisation
L'église est située dans le département français de Maine-et-Loire, sur la commune de Verrie.

## Historique
L'édifice, sorti de terre au douzième siècle, est inscrit au titre des monuments historiques en 1926.